# Mandarake
«Mandarake» (Mandarake Corporation) — японская компания, занимающаяся закупкой и продажей подержанной печатной продукции, связанной с мультипликацией, а также CD, DVD, додзинси, коллекционных фигурок, открыток и целого ряда сопутствующих товаров, связанных с анимацией. Компания управляет букинистическими и антикварными магазинами, а также составлением и продажей собственных изданий.

## История
В 1980 году группой художников, вместе работающих в журнале Garo, во главе с художником, специализировавшимся на рисовании манги, Масудзой Фурукавой в районе Накано города Токио, был основан магазин «Mandarake», собирающий и перепродающий поддержанные книги и комиксы, в числе которых преобладала продукция, связанная с анимацией.
Предшественником «Mandarake» на территории префектуры, исходя из вида деятельности, считается магазин «Yutoria», находившийся в городе Тёфу.
Для книг, рыночная цена которых неизвестна, магазин стал самостоятельно определять цену и устанавливать её в качестве рыночной. Основными факторами при оценке товара служила ограниченность экземпляров и качественные характеристики (литературный, рыночный интерес и другие). Так, одна из работ Фудзико Фудзио «Утопия. Последняя Мировая война», после того как её выставили на продажу, была оценена в 1 миллион иен (около 20-25 миллионов иен в современном эквиваленте). В дальнейшем эта новость вызвала большой ажиотаж в Японии.
После этого случая магазин стал восприниматься как весьма авторитетная организация, а его директора пригласили для участия в передаче на TV Tokyo, где он оценивал предложенные материалы. Однако Фурукава оценивал материалы не без огрехов и однажды перепутал авторов — принял произведение Сугаи Мицуру за работу Сётаро Исиномори.
В 1987 году Mandarake стал корпорацией, первым президентом которой был назначен отец Фурукавы, позднее Масудза позже принял у него эту должность.
Через некоторое время в районе Накано появился и расширился круг фанатов аниме и манги (отаку), компания расширила ассортимент, включив в него продажи не только манги, но и всего, что связано с аниме, косплеем и другими видами анимации. На полках появились додзинси. Компания выпустила собственный каталог с перечнем продукции, с помощью которого можно было оформить нужный товар и получить его по почте, став в этой области новатором. Сейчас такие каталоги присутствуют в большинстве организаций и современный японский рынок имеет стандарты каталогизации, что является обычным делом.
В 1994 году в районе Сибуя города Токио открывается первый магазин «Mandarake». Теперь продавцы обслуживали клиентов в косплейных костюмах. В 1999 году сеть «Mandarake» пришла в Лос-Анджелес, но к настоящему времени все отделения «Mandarake» за пределами Японии закрылись. Доставка за рубеж осуществляется по почте.
В 1995 году издательский отдел «Mandarake» начал выпуск собственного журнала организации, в котором печаталась додзинси-манга.
26 июля 2000 года магазин вошёл в состав Токийской фондовой биржи. Торги оказались для «Mandarake» убыточными. Компания добилась аннулирования сделок, но была лишена права на дальнейшую работу с ценными бумагами. Хотя некоторая часть акций от продукции, связанной с культурой отаку, до сих пор принадлежит магазину.
В феврале 2001 года магазин начал переговоры с американской компанией Activision по поводу создания совместного интернет-телеканала. И хотя переговоры прошли неудачно, компании удалось собрать начальный капитал для запуска вещания телеканала Mandaray, по которому транслировались фильмы и передачи различных жанров, начиная от аниме и заканчивая эротикой.
5 апреля 2008 года «Mandarake» открыла генеральный офис.
В 2015 году компания вернулась на Токийскую биржу и попала во вторую секцию.

## Сеть магазинов
Главный магазин находится в районе Накано города Токио. Сейчас сеть магазинов «Mandarake» охватывает многие японские города, определенные указами правительства. Но в таких регионах, как Тохоку, Хокурику, Тюгоку и Сикоку, магазинов компании нет.

## Инциденты

### Проблемы с закупками
Из-за характера работы компании, особенностью которой является покупка и продажа товаров, бывших в употреблении, часто возникают проблемы с покупкой прав на продажу тех или иных материалов. В частности, после того как в каталог «Mandarake» незаконно попала копия фильма «Небесный замок Лапута», Хаяо Миядзаки, режиссёр аниме, подал против компании судебный иск. Также огласку получил случай, когда во время работы торговой галереи «Фестиваль чудес», проходящей в выставочном комплексе «Макухари Мэссэ», владельцы «Mandarake» перепродали арендуемую площадь — торговый павильон — другому магазину под видом своей собственной.
В 2003 году манга Яёи Ватанабэ была выставлена на продажу на интернет-аукционе, принадлежащему «Mandarake». Спустя некоторые время выяснилось, что компания Sakura Publishing обанкротилась ещё в 2002 году, к тому моменту она держала права на выпуск манги и не расторгла с Ватанабэ договор на использование предоставленных материалов по исключительной лицензии, просто перепродав лицензию компании «Mandarake» в обход автора. Впрочем, «Mandarake» не отказалась от полученных прав, объясняя это тем, что не уверена, взаправду ли незаконно они были переданы предыдущим владельцем. Права на продажу манги были изъяты у магазина судебным решением.
В феврале 2015 года полиция Японии направила компании предупреждение в связи с нарушением закона о торговле антиквариатом. Этот закон предписывал организациям, торгующим подержанными вещами, организовывать проверку личности покупателей, чего система интернет-магазина «Mandarake» не предусматривала. Директор компании Масудза Фурукава был вызван на допрос. 25 июля Токийский окружной суд распорядился выписать компании денежный штраф.
10 мая 2018 года с молотка аукциона «Mandarake», оценённые в четыре миллиона иен, ушли экземпляры манги Koi to Makoto (яп. 恋と誠 «Любовь и истина») за авторством Икки Кадзивары и Такуми Нагаясу. Впоследствии расследование журнала Weekly Shonen Magazine, в котором манга и издавалась, показало, что в слоте оказались десять цветных и пять монохромных оригинальных экземпляра манги 1974 года, которые были отправлены телевизионной компании для начала работы над полнометражным фильмом, но по пути потерялись. Полиция подняла архивы товарно-денежных сделок за 1974 год, но факта передачи создателями манги рассматриваемых материалов третьим лицам не обнаружила. Авторы манги попросили компанию вернуть утерянные работы, но та ответила отказом, заявив на официальном сайте, что вся ответственность за произошедшее ложится на издателя, который отдал книги на аукцион.

### Похищения товаров
4 августа 2014 года, ориентировочно в 17:00, c четвёртого этажа главного магазина «Mandarake», расположенного в районе Накано, была вынесена оловянная фигурка персонажа манги Tetsujin 28-go производства Hasbro, стоимостью 250000 иен. В ответ компания опубликовала на своём сайте снимок с камер видеонаблюдения, которые запечатлели лицо мужчины, укравшего фигурку, но защитила лицо пикселями, сделав следующее заявление: «Если до 12 августа похититель не вернёт товар в магазин, то пиксельная защита с лица будет снята».
Однако адвокаты встали на сторону преступника, сочтя, что показ лица человека, совершившего преступление, на сайте компании является оскорблением его чести и достоинства, если только публикацию подобной фотографии не совершат силовые структуры. Полиция также попросила «Mandarake» остановиться. Руководство компании сообщило, что осознаёт все юридические риски. В конечном счёте, публикация была удалена с сайта.
19 августа того же года полиция арестовала пятидесятилетнего мужчину, проживающего в городе Тиба, по подозрению в краже. Похитителя нашли после заключения им 7 августа сделки с другим антикварным магазином на сумму 64000 иен. Свою вину он признал, рассказав, что в день совершения им кражи стёкла витрины были слегка приоткрыты. Это побудило его на совершение кражи с целью дальнейшей перепродажи. На судебном заседании 17 октября выяснилось, что ранее мужчина уже похищал имущество «Mandarake». В магазине компании в Акихабаре он украл мягкую игрушку стоимостью в два миллиона иен. 31 октября судья, оглашая приговор, добавил от себя: «Безусловно, мы не можем отрицать тяжесть совершённого преступления, но, так как между сторонами было достигнуто соглашение о частичном возмещении ущерба, наказание стоит отложить до завершения переговоров». Похититель получил один год тюремного заключения и три года обязательных работ.

### Невыплата сверхурочных
В 2012 году бывшая работница компании подала иск в суд, требуя выплаты средств, которые должна была получить, работая сверхурочно, в размере 2 294,46 иен и премии в общей сложности на 2 194 466 иен. Требования сотрудницы были признаны судом правомерными в полной мере.